# Bustul lui Aleksandr Pușkin din Grădina Publică „Ștefan cel Mare”
Bustul lui Aleksandr Pușkin este un monument de for public din orașul Chișinău, cât și un monument istoric și de artă de importanță națională inclus în Registrul monumentelor ocrotite de stat din Republica Moldova. Este amplasat în mijlocul Grădinii Publice „Ștefan cel Mare” și datează din 1885.

## Istoric
Ideea eternizării vizitei lui Aleksandr Pușkin în Chișinău între 21 septembrie 1820 și 25 mai 1823 a apărut în 1879 în rândurile elevilor și profesorilor de la Gimnaziul nr. 1 de băieți din Chișinău⁠(d) (actualmente sediul Muzeului Național de Istorie a Moldovei). Aceștia intenționau să instaleze un bust al poetului în sala de festivități a instituției sau în curtea din fața acesteia. Din lipsă de mijloace financiare proprii, gimnaziul, în persoana directorului Dmitri Kalovici, a adresat o interpelare primarului orașului Carol Schmidt. Drept consecință, Duma orășenească a inițiat un comitet sarcina căruia a fost instalarea unui monument poetului Pușkin pe aleea „Pușkin” din Grădina publică, amplasată în apropiere de intrarea în parc de la intersecția străzilor Jukovski și Kiev (actualmente Nicolae Iorga și respectiv 31 August 1989) – puțin spre sud de locul actual.
Odată cu colectarea mijloacelor financiare, președintele Societății de amatori ai artei teatrale A. Lazarev l-a contactat pe sculptorul rus Aleksandr Opekușin⁠(d), care la acea vreme lucra la construcția statuii lui Pușkin din Moscova⁠(d). Sculptorul le-a propus autorităților chișinăuiene o copie a părții superioare a statuii moscovite; propunerea a fost acceptată. Bustul de bronz a fost turnat de Opekușin în martie-aprilie 1881 la Sankt Petersburg. Imediat a avut loc transportarea sculpturii la Chișinău cu trenul.
Piedestalul a fost schițat de același Opekușin, după eșecul altor arhitecți de a propune un design care să nu pară prea masiv în raport cu bustul. Piedestalul a fost elaborat în forma unei coloane ionice instalate pe o bază pătrată din piatră. Materialul ales, care inițial se planifica a fi marmura, a fost în cele din urmă granitul, oferit de un donator anonim. Turnarea piedestalului a avut loc în 1883 la Odesa, sub supravegherea negustorului Anton Tuzini.
Comitetul însărcinat cu instalarea bustului s-a întrunit în noiembrie 1883 pentru a decide ce inscripții urmau să fie incrustate pe piedestal. Au fost propuse 24 de distihuri ale poetului, dar în cele din urmă niciuna nu a fost aleasă, iar inscripțiile finale (transmise spre executare) au fost următoarele:
- față: «Пушкину 26 мая 1884 года» (din rusă – „lui Pușkin, 26 mai 1884”)
- spate: «Здесь лирой северной пустыни оглашая, скитался я… 1820, 1821, 1822, 1823» (fragment din poezia „Către Ovidiu⁠(d)” – din rusă „Cu nordica mea liră trezind singurătatea, [...] Pe țărmuri dunărene”)

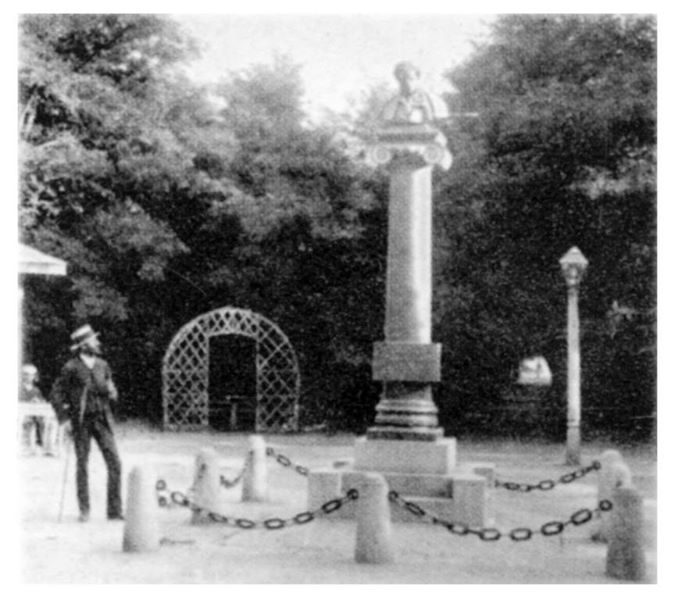
În trecut, monumentul era înconjurat de un gard

La 20 decembrie 1883 au fost finalizate lucrările de instalare a piedestalului (în aceeași zi ca și piedestalul monumentului lui Alexandru al II-lea). Către sfârșitul acelei luni a fost instalat și bustul. Duma orășenească a dispus ca inaugurarea monumentului să aibă loc la 26 mai 1884, la aniversarea a 85 de ani de la nașterea poetului. Acest lucru a fost anunțat în presă la 18 mai 1884, însă la 24 mai, cu două zile înainte de ceremonia planificată, un alt articol anunța amânarea ei din cauza unor circumstanțe neașteptate. La 30 octombrie autoritățile orașului au cerut permisiunea ministrului de interne să inaugureze monumentul-obelisc, răspunsul fiind pozitiv. A fost luată decizia de a organiza ceremonia de inaugurare în 1885 conform programului prevăzut în 1884. Inaugurarea a avut loc la 26 mai 1885; partea festivă a inclus discursuri ale primarului Schmidt și ale altor personalități, recitaluri de poezii și interpretarea de către orchestră a imnului „Kol slaven naș Gospod v Sione⁠(d)”. Spre seară a fost organizată o serată literară și o petrecere în grădina publică. Mijloacele financiare acumulate în urma festivităților au fost direcționate în fondul pentru deschiderea școlii „Pușkin”. Câteva ediții consecutive, presa orașului a dedicat aproape toate paginile articolelor și poeziilor despre Pușkin scrise de orășeni.
O replică de gips a bustului a fost păstrată în casa primarului Carol Schmidt; mai târziu, cu mijlocirea interpretei Tamara Ciobanu, aceasta a fost transferată în Casa-muzeu „Pușkin”, unde este expusă în prezent.
Gardul de lanțuri care înconjura inițial monumentul a fost îndepărtat în 1957, când monumentul lui Pușkin a fost mutat în mijlocul parcului, odată cu inaugurarea Aleii Clasicilor.